# Елпида Караманди
Елпида (Пида) Ставре Караманди с псевдоними Бисера и Нада е комунистическа партизанка, народен герой на Югославия.

## Биография
Караманди е родена във влашко семейство в Лерин, Гърция, през 1920 година. Майка ѝ се жени втори път и се мести в Битоля, Сърбия. Елпида Караманди завършва гимназия в Битоля, където е повлияна от комунистически идеи. През есента на 1939 година започва да учи в Белград, а на следващата година става член на Съюза на комунистическата младеж на Югославия. В 1941 година става член на Комунистическата партия на Югославия. 
При освобождението на Вардарска Македония през 1941 година е активна участничка в българската обществена дейност в града. Включва се в дейността на българското читалище „Дамян Груев“ и е негова съоснователка и съветничка на ръководството.
След разгрома на Кралство Югославия през 1941 година, Караманди се включва в организирането на комунистическата съпротива. Арестувана е от българската полиция, но е освободена и минава в нелегалност. През януари 1942 година става член на Македонския комитет на СКМЮ. През април 1942 влиза в току-що сформирания Битолски партизански отряд „Пелистер“. На 3 май отрядът е заобиколен от български части в планината Баба край село Орехово и Караманди е ранена и умира в плен.
Обявена е за народен герой на 6 октомври 1951 година.